# ایوان کاسادو
ایوان کاسادو (انگلیسی: Iván Casado؛ زادهٔ ۶ ژوئیهٔ ۱۹۹۳) بازیکن فوتبال اهل اسپانیا است.
از باشگاه‌هایی که او در آن بازی کرده‌، می‌توان به باشگاه فوتبال رئال وایادولید اشاره کرد.